# BNP-densitet

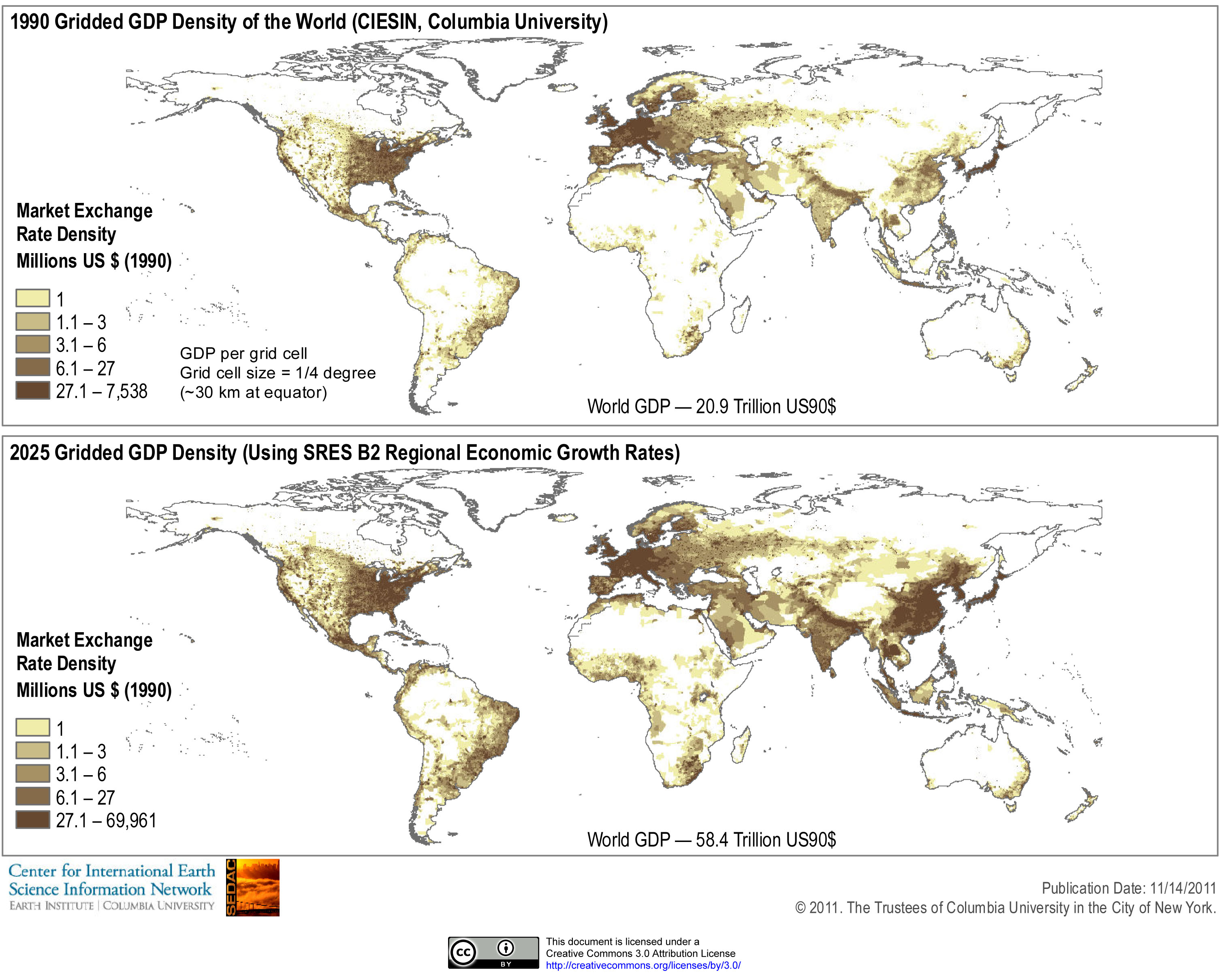
BNP-densitet i världen i rutnät 1990 och 2025

BNP-densitet är ett mått på ekonomisk aktivitet per ytenhet. Det uttrycks som bruttonationalprodukt per kvadratkilometer och kan beräknas genom att multiplicera BNP per capita i ett område med befolkningsdensiteten i det området. Bland andra användningsområden visar den geografins effekter på ekonomin.

## BNP-densitet

### Vad är BNP-densitet
BNP-densitet avser fördelningen eller intensiteten av bruttonationalprodukten (BNP) inom ett visst område eller en viss befolkning. BNP-densitet kan tolkas som ett mått på ekonomisk aktivitet eller produktion i förhållande till storleken på en region eller befolkning, ofta uttryckt som BNP per capita eller BNP per ytenhet.

#### BNP per capita
BNP per capita är en vanligt förekommande indikator för att bedöma en nations ekonomiska resultat. Det beräknas genom att dividera det totala värdet av produkter och tjänster som produceras i en nation under en given tidsperiod med den genomsnittliga befolkningen i den nationen. Detta mått, som ofta används för att jämföra olika länders ekonomiska framgång, belyser den genomsnittliga ekonomiska produktionen per person i ett specifikt land. BNP per capita betecknar vanligtvis en högre levnadsstandard eftersom det visar att landets medborgare har fler resurser och BNP-densitet.

#### BNP per ytenhet
BNP per ytenhet avser den geografiska fördelningen av bruttonationalprodukten inom ett land. Denna indikator används för att analysera hur den ekonomiska produktionen är spridd över olika regioner, provinser, stater eller territorier inom en nation. En förståelse för den geografiska fördelningen av BNP är av stor betydelse för beslutsfattare, näringslivsaktörer och forskare, då den ger värdefulla insikter i regionala skillnader i ekonomisk utveckling. Informationen möjliggör identifiering av områden som kan behöva riktade politiska åtgärder eller investeringar.
Beslutsfattare kan, genom analys av BNP:s rumsliga fördelning, lokalisera regioner med lägre ekonomisk aktivitet och därmed utveckla anpassade strategier för att främja tillväxt och välstånd. För företag erbjuder sådana data ett underlag för strategiska beslut rörande resursallokering och marknadsinträde, särskilt i områden med koncentrerad ekonomisk verksamhet. Vidare används geografiska data om BNP-densitet inom akademisk forskning för att studera fenomen som urbanisering, ekonomisk motståndskraft och regional tillväxt.

## Fluktuationer i BNP-densiteten
Akademiska diskussioner har lyft fram två viktiga skäl till varför typiska hushåll kanske inte gynnas proportionellt av ekonomisk tillväxt. Dessa skäl kretsar kring skillnader mellan BNP per capita och medianhushållsinkomsten, vilket belyser utmaningar med att korrekt mäta och tolka ekonomiska indikatorer. Det första skälet kretsar kring skillnader i mätningar mellan BNP per capita, härledd från nationalräkenskaperna, och medianhushållsinkomsten, baserat på hushållsundersökningar. Trots ansträngningar från organisationer som OECD och EU att anpassa inkomstmått till nationalräkenskapernas begrepp kvarstår skillnader på grund av metodologiska variationer och felmätningar. Empiriska studier visar på betydande skillnader mellan genomsnittlig inkomst per capita från nationalräkenskaper och hushållsundersökningar mellan olika länder. Den andra anledningen till att detta får uppmärksamhet är den ökande inkomstskillnaden, där en betydande del av den nationella inkomsttillväxten koncentreras högst upp i inkomstfördelningen. Denna trend resulterar i minimala ökningar av medianinkomsten. Empiriska studier, främst inriktade på länder som USA och Storbritannien, understryker inverkan av inkomstskillnader på hushållens inkomstdynamik.

### Effekt på fattigdomsnivåer
Geografiska detektorer har använts, särskilt i landsbygdskontexter med fattigdom, för att systematiskt mäta den individuella och samverkande inverkan av ett flertal faktorer på förändringar i BNP-densitet. Denna undersökning har funnit de ideala egenskaperna hos viktiga variabler som stöder tillväxten av BNP-densiteten. Dessutom har man fått en bättre förståelse av mekanismen för differentiering av BNP-densiteten i landsbygdsfattigdom. Tillräckliga skäl för förändringar i BNP-densiteten i fattigdom på landsbygden har fastställts, baserat på variabler som höjd över havet, genomsnittlig årstemperatur, markanvändning, normaliserat differentiellt vegetationsindex (NDVI) och avstånd till huvudvägar. Avgörande är att det har noterats att dessa påverkansfaktorer har interaktiva effekter på BNP-densiteten, där synergistiska effekter ofta ger icke-linjära konsekvenser och ömsesidig förbättring.